# Нёвиллер-сюр-Мозель
Нёвилле́р-сюр-Мозе́ль (фр. Neuviller-sur-Moselle) — коммуна во французском департаменте Мёрт и Мозель, региона Лотарингия. Относится к  кантону Аруэ.

## География
Нёвиллер-сюр-Мозель стоит на реке Мозель в 24 км южнее Нанси. Соседние коммуны: Лоре на востоке, Байон на юге, Сен-Ремимон на западе.

## Демография
Население коммуны на 2010 год составляло 249 человек.
| 1962 | 1968 | 1975 | 1982 | 1990 | 1999 | 2010 |
| ---- | ---- | ---- | ---- | ---- | ---- | ---- |
| 309  | 306  | 323  | 261  | 266  | 252  | 249  |